# Sonderfernsprechnetz des Ministerrates der DDR
Das Sonderfernsprechnetz des Ministerrates der DDR, oder auch als R-Netz (Regierungs-Fernsprechnetz) bezeichnet, war ein unabhängiges Selbstwähl-Fernsprechnetz des Ministerrates der DDR. Es bestand und arbeitete völlig unabhängig von allen anderen bestehenden Fernmeldenetzen, wie zum Beispiel dem öffentlichen Fernsprechnetz der Deutschen Post der DDR, dem Sondernetz S1, offiziell „Das Integrierte Stabsnetz der Partei- und Staatsführung der DDR und der bewaffneten Organe“, dem BASA-Netz der Deutschen Reichsbahn, dem Schmalbandrichtfunknetz der Partei und anderen Netzen. Der Teilnehmerkreis im R-Netz war gemäß der „Nomenklatur über Teilnehmeranschlüsse“ des Vorsitzenden des Ministerrates festgelegt, die Benutzung der Teilnehmeranschlüsse funktionsgebunden.
Die Verwaltung des Netzes unterstand dem Fernmeldeamt der Regierung, welches direkt beim Büro des Vorsitzenden des Ministerrates der DDR angesiedelt war. Das Fernmeldeamt der Regierung pflegte zu allen Partnern im Netz ein enges Zusammenwirken, so auch zum MfNV mit der  Hauptnachrichtenzentrale in Strausberg.
Für die technische Umsetzung und Überwachung war das Ministerium für Post- und Fernmeldewesen der DDR verantwortlich.
Beim R-Netz gab es eine klar definierte Struktur, dort waren angeschlossen:
- Ministerrat sowie seine Ministerien, Staatsrat und Volkskammer sowie ZK der SED
- Staatliche und gesellschaftliche Organisationen
- Vorsitzende von Partei- und Massenorganisationen
- Bezirk (Magistrat bzw. Rat des Bezirkes und SED-Bezirksleitung)
- Kreis (Rat des Kreises sowie SED-Kreisleitung)
- Wichtige volkswirtschaftliche Betriebe (Zentral-, Bezirks- oder kreisgeleitete Betriebe)

- Merkblatt über die Nutzung des R-Netzes (1988)
- Teilnehmerverzeichnis des R-Netzes (1988)